# Livet-en-Saosnois
Livet-en-Saosnois est une commune française, située dans le département de la Sarthe en région Pays de la Loire, peuplée de 65 habitants.
La commune fait partie de la province historique du Maine, et se situe dans le Saosnois.

## Géographie

### Localisation
La commune se situe au nord-est du département de la Sarthe dans la région naturelle le Saosnois à 45 km de la préfecture Le Mans et 13 km de la souspréfecture Mamers. Sillé-le-Guillaume, chef-lieu du canton, est à 35 km.
|          | Ancinnes          |                   |
| Ancinnes | Livet-en-Saosnois | Saint-Rémy-du-Val |
|          | Louvigny          |                   |

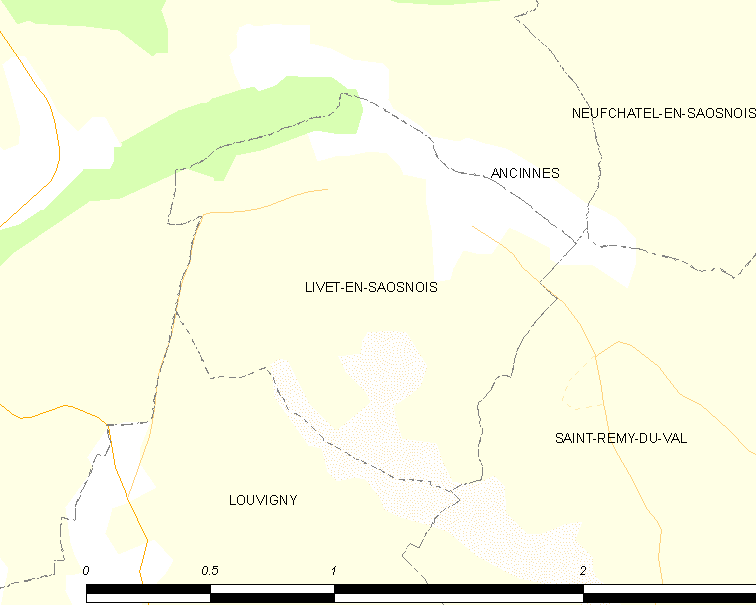
Carte de la commune.
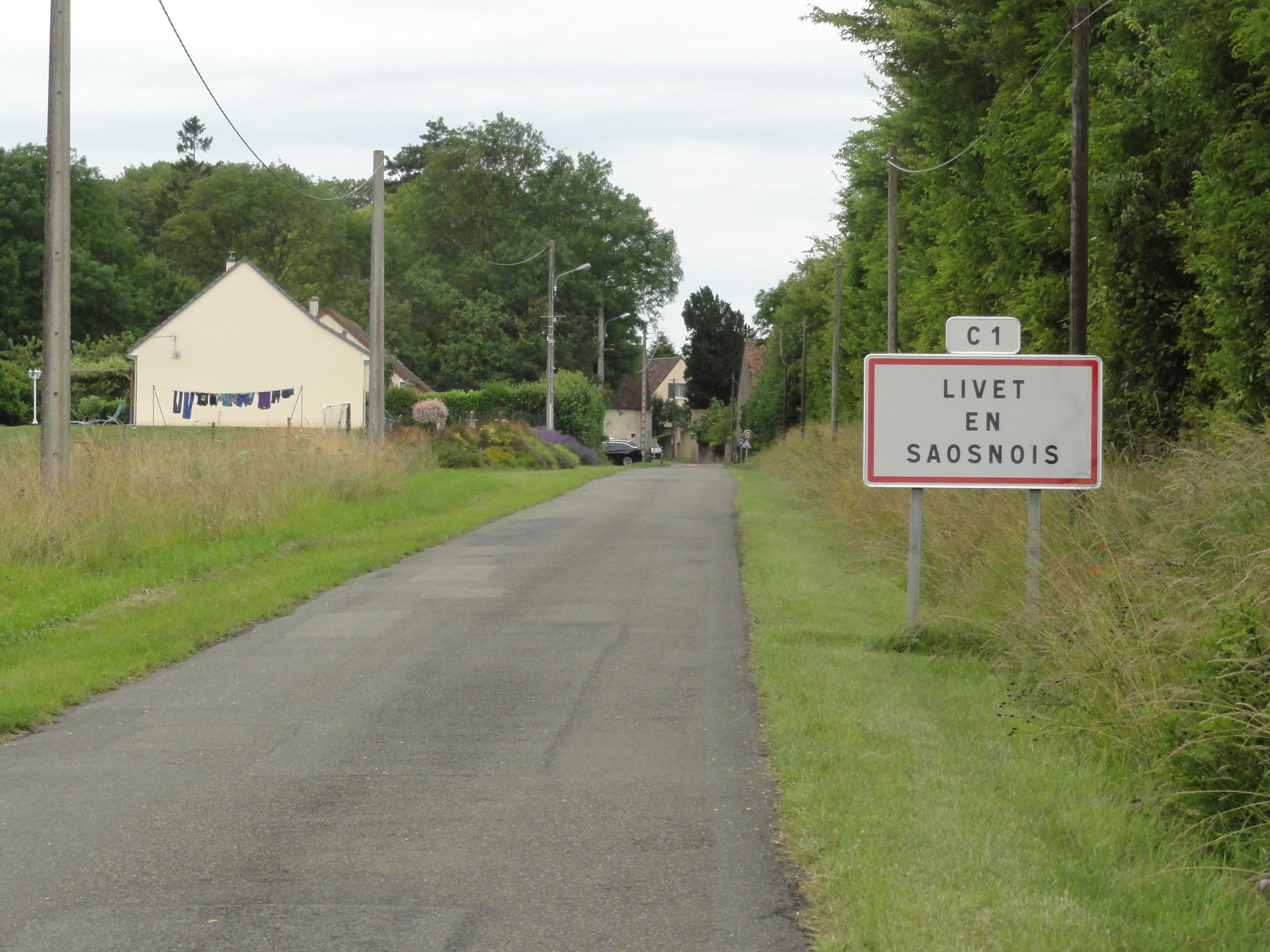
Entrée du village.

### Hydrographie
Deux petits ruisseaux ont leur source dans Livet-en-Saosnois: le ruisseau de Bécherel, affluent de la Bienne, et le ruisseau de Valbray qui prend sa source dans l'étang de Valbray et qui débouche dans le Bécherel.

### Géologie et relief

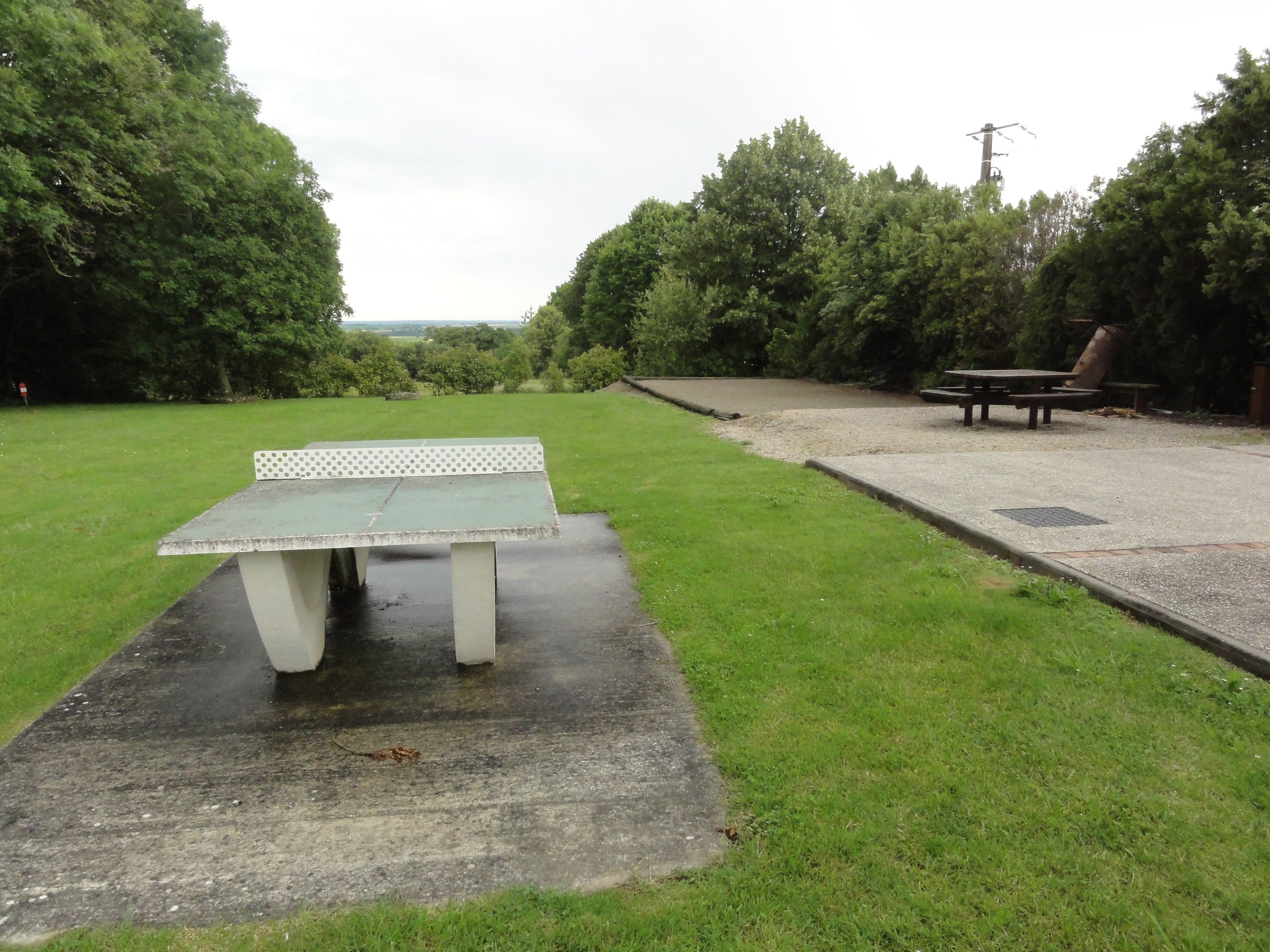
Terrasse des jeux derrière la salle polyvalente, surplombant la dépression du ruisseau de Bécherel.

Le village est construit sur une cuesta à 160 à 220 m de hauteur, orientée sud-sud-ouest/nord-nord-est. La cuesta domine de 50 m ou davantage la dépression où coulent les ruisseaux de Bécherel et de Valbray. La cuesta est formée de calcaire jurassique du bassin Parisien et dans la dépression se trouvent des schistes précambriens de Perseigne, qui trouvent leur origine dans le massif armoricain. Le village est adossé à la forêt de Perseigne au nord.

### Climat
Pour des articles plus généraux, voir Climat des Pays de la Loire et Climat de la Sarthe.
En 2010, le climat de la commune est de type climat océanique dégradé des plaines du Centre et du Nord, selon une étude du CNRS s'appuyant sur une série de données couvrant la période 1971-2000. En 2020, Météo-France publie une typologie des climats de la France métropolitaine dans laquelle la commune est exposée à un climat océanique altéré et est dans la région climatique  Normandie (Cotentin, Orne), caractérisée par une pluviométrie relativement élevée (850 mm/a) et un été frais (15,5 °C) et venté.
Pour la période 1971-2000, la température annuelle moyenne est de 10,8 °C, avec une amplitude thermique annuelle de 14,1 °C. Le cumul annuel moyen de précipitations est de 747 mm, avec 12 jours de précipitations en janvier et 7,4 jours en juillet. Pour la période 1991-2020, la température moyenne annuelle observée sur la station météorologique de Météo-France la plus proche, « La Fresnaye », sur la commune de Villeneuve-en-Perseigne à 10 km à vol d'oiseau, est de 10,8 °C et le cumul annuel moyen de précipitations est de 770,2 mm,. Pour l'avenir, les paramètres climatiques de la commune estimés pour 2050 selon différents scénarios d'émission de gaz à effet de serre sont consultables sur un site dédié publié par Météo-France en novembre 2022.

### Milieux naturels et biodiversité

#### Zones d'intérêt
Le territoire communal ne comprend ni espaces protéges, ni zones de protection du Réseau Natura 2000, mais comprend deux  zones naturelles d'intérêt écologique, faunistique et floristique (ZNIEFF) du type 1 (secteur d’une superficie limitée) :
- Le Bois de la Chevalerie (23 ha sur les communes de Livet et d'Ancinnes) ;  deux espèces protégées : la Parisette à quatre feuilles (Paris quadrifolia) et la Céphalanthère à grandes fleurs (Cephalanthera damasonium).
- La Vallée de Bécherel à Valbray (28 ha sur les communes de Livet, Louvigny et Saint-Rémy-du-Val) ; deux espèces protégées : la Parisette à quatre feuilles et le Sélin à feuilles de carvi (Selinum carvifolia).

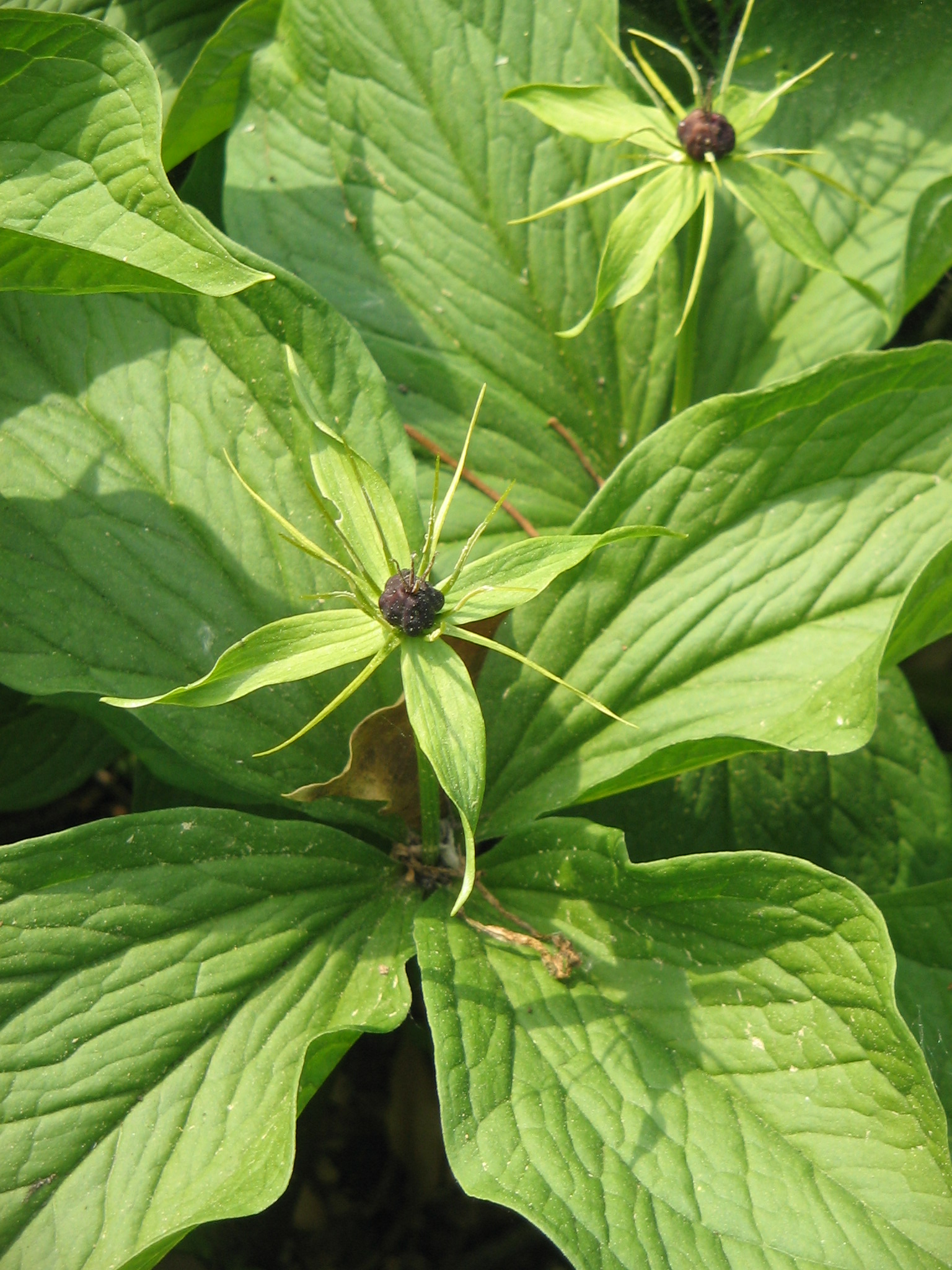
Parisette à quatre feuilles
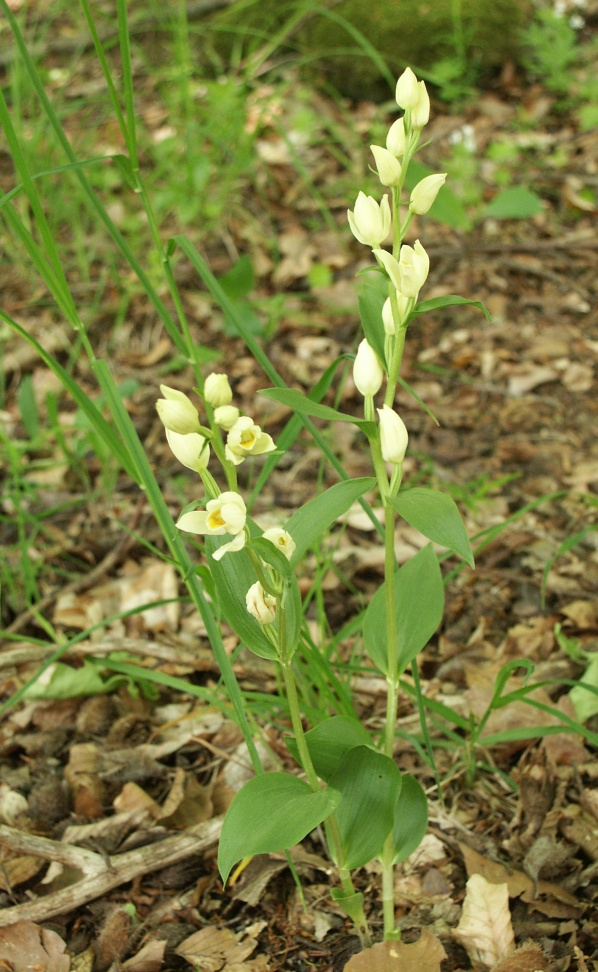
Céphalanthère à grandes fleurs
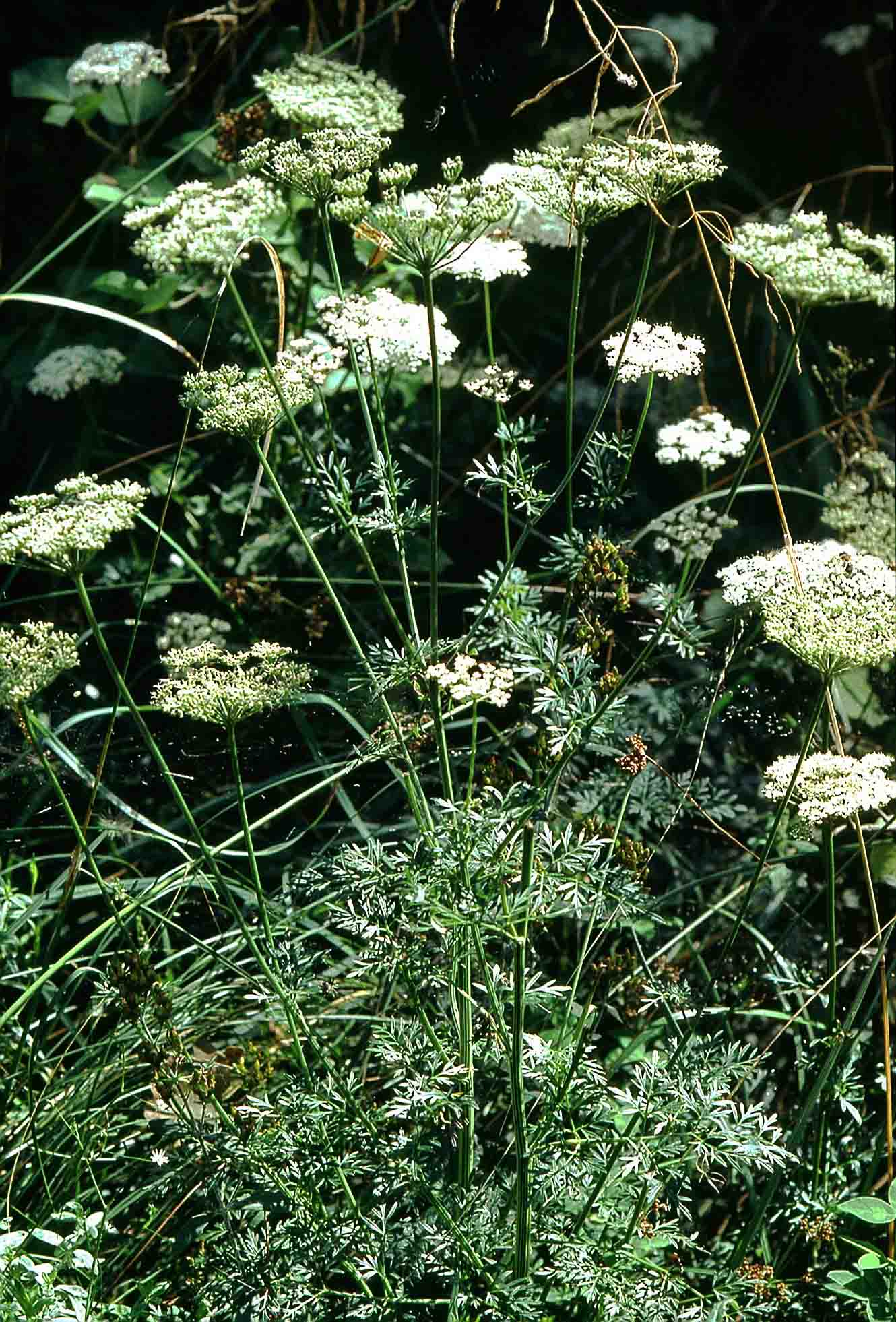
Selinum carvifolia

## Urbanisme

### Typologie
Au 1er janvier 2024, Livet-en-Saosnois est catégorisée commune rurale à habitat très dispersé, selon la nouvelle grille communale de densité à sept niveaux définie par l'Insee en 2022.
Elle est située hors unité urbaine. Par ailleurs la commune fait partie de l'aire d'attraction d'Alençon, dont elle est une commune de la couronne,. Cette aire, qui regroupe 89 communes, est catégorisée dans les aires de 50 000 à moins de 200 000 habitants,.

### Occupation des sols
L'occupation des sols de la commune, telle qu'elle ressort de la base de données européenne d’occupation biophysique des sols Corine Land Cover (CLC), est marquée par l'importance des territoires agricoles (97,7 % en 2018), une proportion identique à celle de 1990 (97,7 %). La répartition détaillée en 2018 est la suivante : 
terres arables (71,6 %), prairies (15,9 %), zones agricoles hétérogènes (10,3 %), forêts (2,3 %). L'évolution de l’occupation des sols de la commune et de ses infrastructures peut être observée sur les différentes représentations cartographiques du territoire : la carte de Cassini (XVIIIe siècle), la carte d'état-major (1820-1866) et les cartes ou photos aériennes de l'IGN pour la période actuelle (1950 à aujourd'hui).

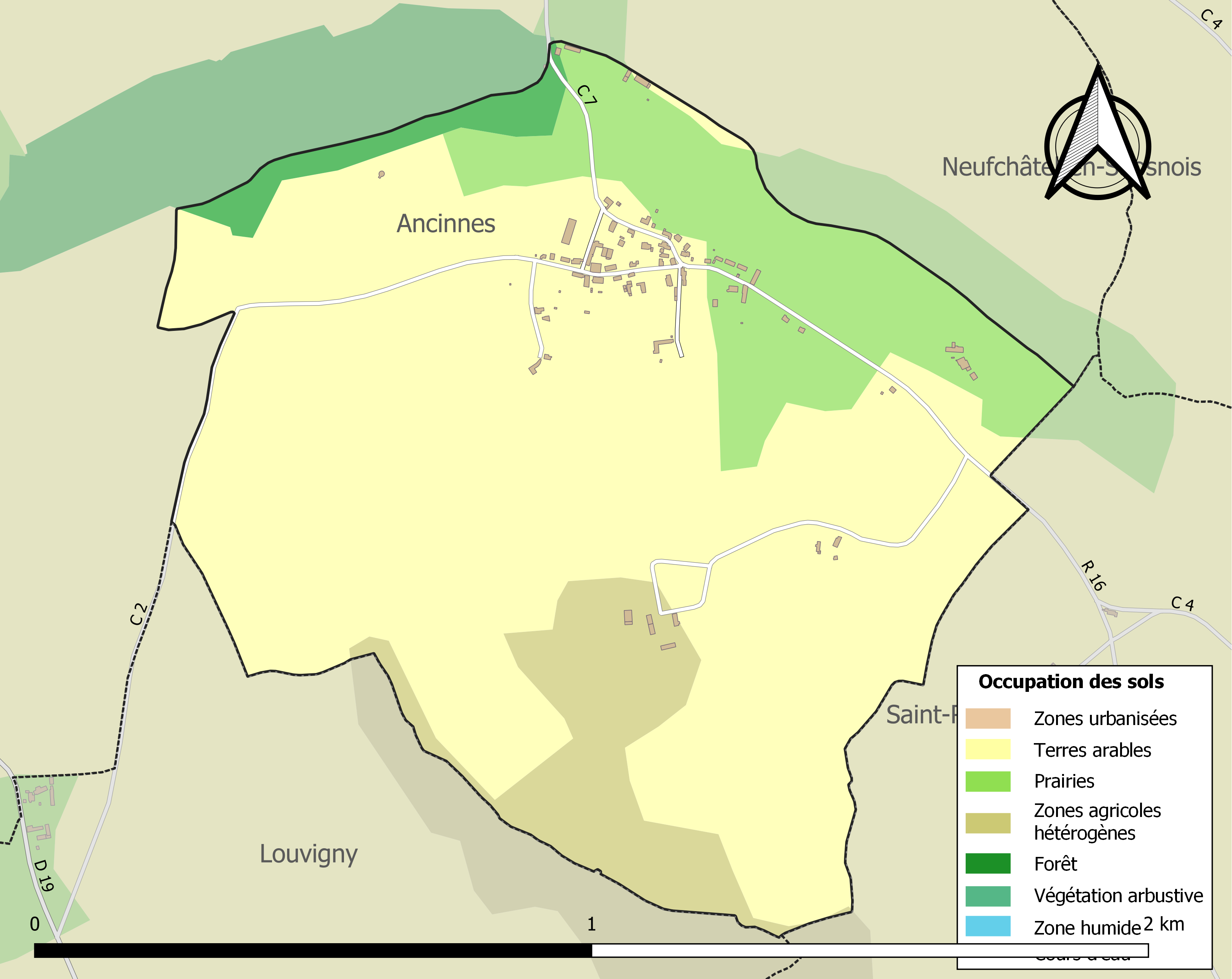
Carte des infrastructures et de l'occupation des sols de la commune en 2018 (CLC).

## Toponymie
Du gaulois ivos, "if" : lieu où poussent des ifs, l'« ivaie », avec agglutination de l'article défini. Livet signifie alors le petit if. Les toponymes de ce type sont nombreux dans le centre-ouest de la France avec plusieurs exemples dans l'Eure, le Calvados, l'Orne, la Sarthe et la Mayenne.
Le gentilé est Livetain.

## Histoire
Une charte de la fin du XIIe siècle fait mention de la paroisse de Livet (latin: Livetum, forme conjugée Liveto).
En 1193 et 1203, il y a eu des transactions entre le curé d'Ancinnes et celui de Livet,.
La seigneurie de Valbray était un fief dans la paroisse. Au Grand-Valbray il y avait un site castral médiéval, dont le château a disparu. Le Petit-Valbray était probablement la ferme du château. Le 30 juillet 1715, la terre de Valbray est vendu par la famille Guillon (de Valbray) à la famille de Julienne, qui prend le nom de Julienne de Valbray. Par mariage, Valbray passe à la famille de Cormaille dont la branche à Livet-en-Saosnois prend le nom de Cormaille de Valbray. Cette branche construit en 1771-1772 le logis de Valbray. Plusieurs membres de cette branche ont été maire de Livet.

## Politique et administration

### Administration municipale
| Période                                  | Période              | Identité                               | Étiquette | Qualité     |
| ---------------------------------------- | -------------------- | -------------------------------------- | --------- | ----------- |
| 1808                                     | 1818                 | Louis Michel Cormaille de Valbray      |           |             |
| 1819                                     | 1840                 | Louis Pierre Aimé Cormaille de Valbray |           |             |
|                                          |                      |                                        |           |             |
| ...                                      | 1871                 | Cousard                                |           |             |
| 1871                                     | 1890                 | Jules de Caignan                       |           |             |
| 1890                                     | 1890                 | Philibien                              |           |             |
| 1890                                     | 1919                 | Modeste Juignet                        |           |             |
| 1919                                     | 1925                 | Alphonse Philibien                     |           |             |
| 1925                                     | (après février 1945) | Auguste Rousseau                       |           |             |
|                                          |                      |                                        |           |             |
| 1971                                     | 1989                 | Pierre Pottier                         |           |             |
| 1989                                     | 1997                 | Bruno Cormaille de Valbray             | DVD       |             |
| 1997                                     | mars 2001            | Daniel Geslin                          |           |             |
| mars 2001                                | juillet 2020         | Robert Gosnet                          | SE        |             |
| juillet 2020                             | En cours             | Bruno Geslin                           | SE        | Agriculteur |
| Les données manquantes sont à compléter. |                      |                                        |           |             |

Le nombre d'habitants au dernier recensement étant inférieur à 100, le nombre de membres du conseil municipal est de 7.

### Répartitions administratives et électorales
Sur le plan administratif, Livet-en-Saosnois fait partie de l'arrondissement de Mamers et avant la réforme territoriale de 2014 faisait partie du canton de Saint-Paterne. Livet-en-Saosnois fait partie de la communauté de communes Haute Sarthe Alpes Mancelles, créée au 1er janvier 2017 et qui regroupe 38 communes.
Ceci a comme effet que le conseil municipal doit se concerter avec ceux de nombreuses communes. En juillet 2015, dans la Loi portant nouvelle organisation territoriale de la République (Loi NOTRe) est inséré l'obligation des communautés de communes d'informer les élus des villages sur les sujets à voter plus en détail plusieurs jours avant les votes.
Sur le plan électoral, Livet-en-Saosnois est l'une des 75 communes de la première circonscription de la Sarthe et depuis le redécoupage cantonal de 2014, l'une des 50 communes du canton de Sillé-le-Guillaume.

## Démographie

### Évolution démographique
L'évolution du nombre d'habitants est connue à travers les recensements de la population effectués dans la commune depuis 1793. Pour les communes de moins de 10 000 habitants, une enquête de recensement portant sur toute la population est réalisée tous les cinq ans, les populations de référence des années intermédiaires étant quant à elles estimées par interpolation ou extrapolation. Pour la commune, le premier recensement exhaustif entrant dans le cadre du nouveau dispositif a été réalisé en 2007.
En 2022, la commune comptait 65 habitants, en évolution de −7,14 % par rapport à 2016 (Sarthe : −0,25 %, France hors Mayotte : +2,11 %).
| 1793 | 1800 | 1806 | 1821 | 1831 | 1836 | 1841 | 1846 | 1851 |
| ---- | ---- | ---- | ---- | ---- | ---- | ---- | ---- | ---- |
| 158  | 177  | 178  | 171  | 172  | 179  | 188  | 198  | 190  |

| 1856 | 1861 | 1866 | 1872 | 1876 | 1881 | 1886 | 1891 | 1896 |
| ---- | ---- | ---- | ---- | ---- | ---- | ---- | ---- | ---- |
| 191  | 172  | 180  | 172  | 163  | 171  | 171  | 176  | 150  |

| 1901 | 1906 | 1911 | 1921 | 1926 | 1931 | 1936 | 1946 | 1954 |
| ---- | ---- | ---- | ---- | ---- | ---- | ---- | ---- | ---- |
| 118  | 117  | 117  | 106  | 107  | 90   | 88   | 93   | 98   |

| 1962 | 1968 | 1975 | 1982 | 1990 | 1999 | 2006 | 2007 | 2012 |
| ---- | ---- | ---- | ---- | ---- | ---- | ---- | ---- | ---- |
| 95   | 86   | 88   | 89   | 63   | 71   | 73   | 75   | 72   |

| 2017 | 2022 | - | - | - | - | - | - | - |
| ---- | ---- | - | - | - | - | - | - | - |
| 70   | 65   | - | - | - | - | - | - | - |

### Vie associative et sportive
- Association Amis de Livet-en-Saosnois.
- La commune possède une salle polyvalente, équipée d'un bar et d'une cuisine.
- Derrière la salle se trouve une terrasse de jeux, équipée d'un terrain de pétanque et d'une table de tennis.
- Circuit Bleu Vtt de la Forêt de Perseigne, un boucle de 12,5 km à partir du bourg de Livet.

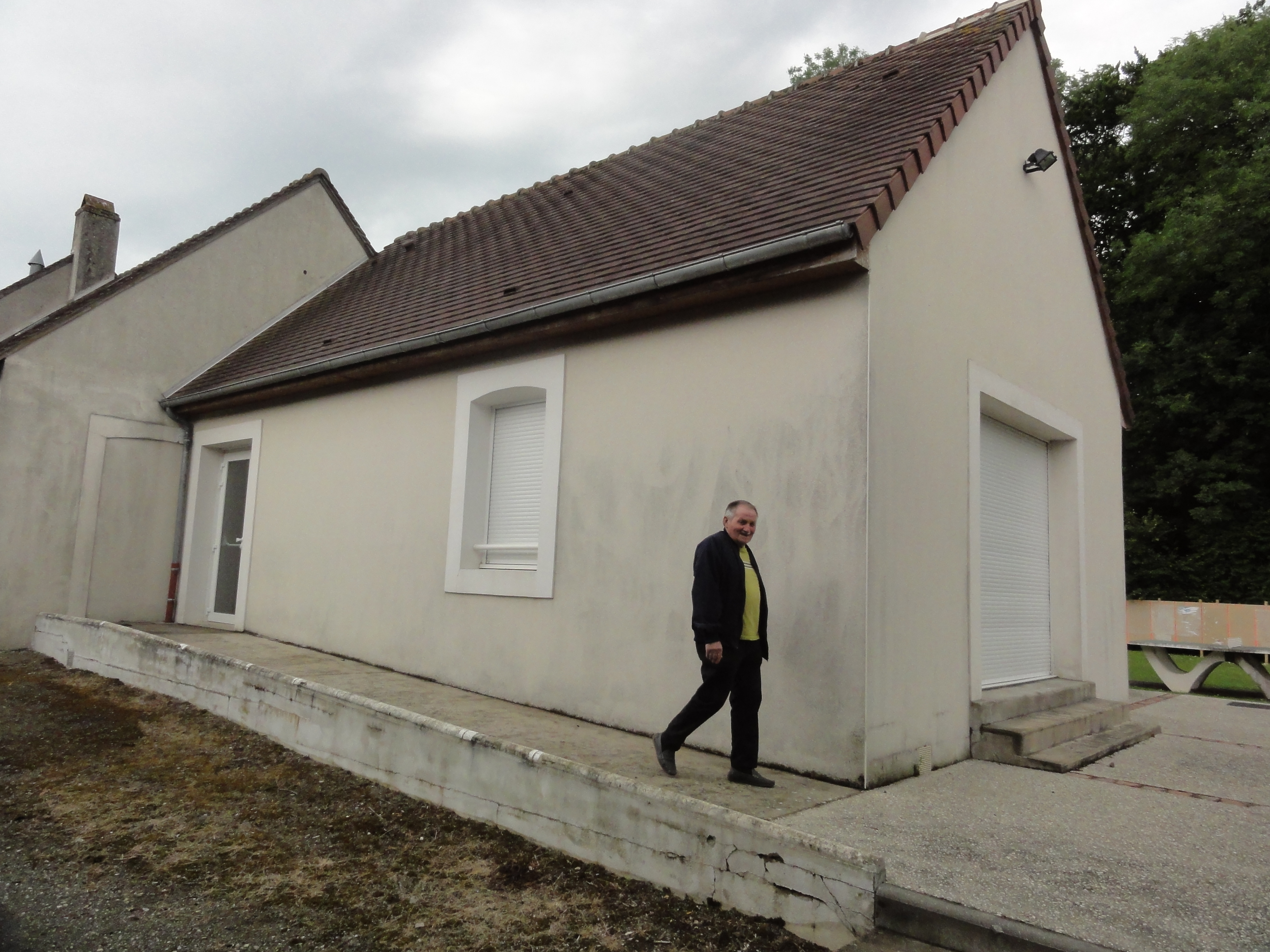
Salle polyvalente.
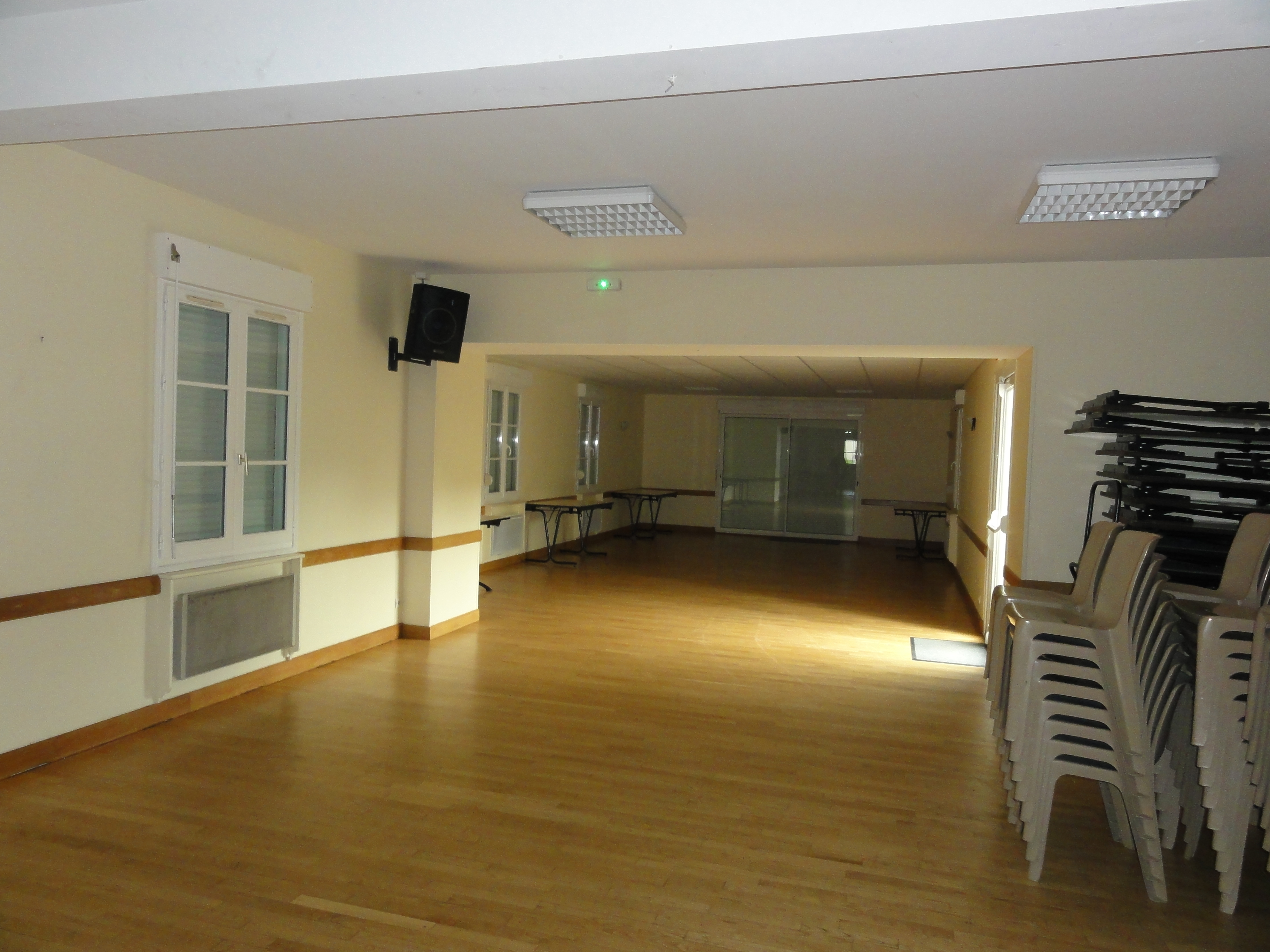
Intérieur de la salle polyvalente.

### Cultes
Le territoire de la commune de Livet-en-Saosnois fait partie de l'ensemble paroissial de Mamers du diocèse du Mans.

## Lieux et monuments
- L'église Saint-Martin : cette église ancienne pourrait dater du XIe ou XIIe siècle. Petite église romane avec sa simple nef, son chevet plat et ses petites ouvertures. Une statue de la Vierge à l'Enfant date du XVIe siècle. Dans le chœur, au-dessus du maître-autel, un grand retable du Christ gisant.

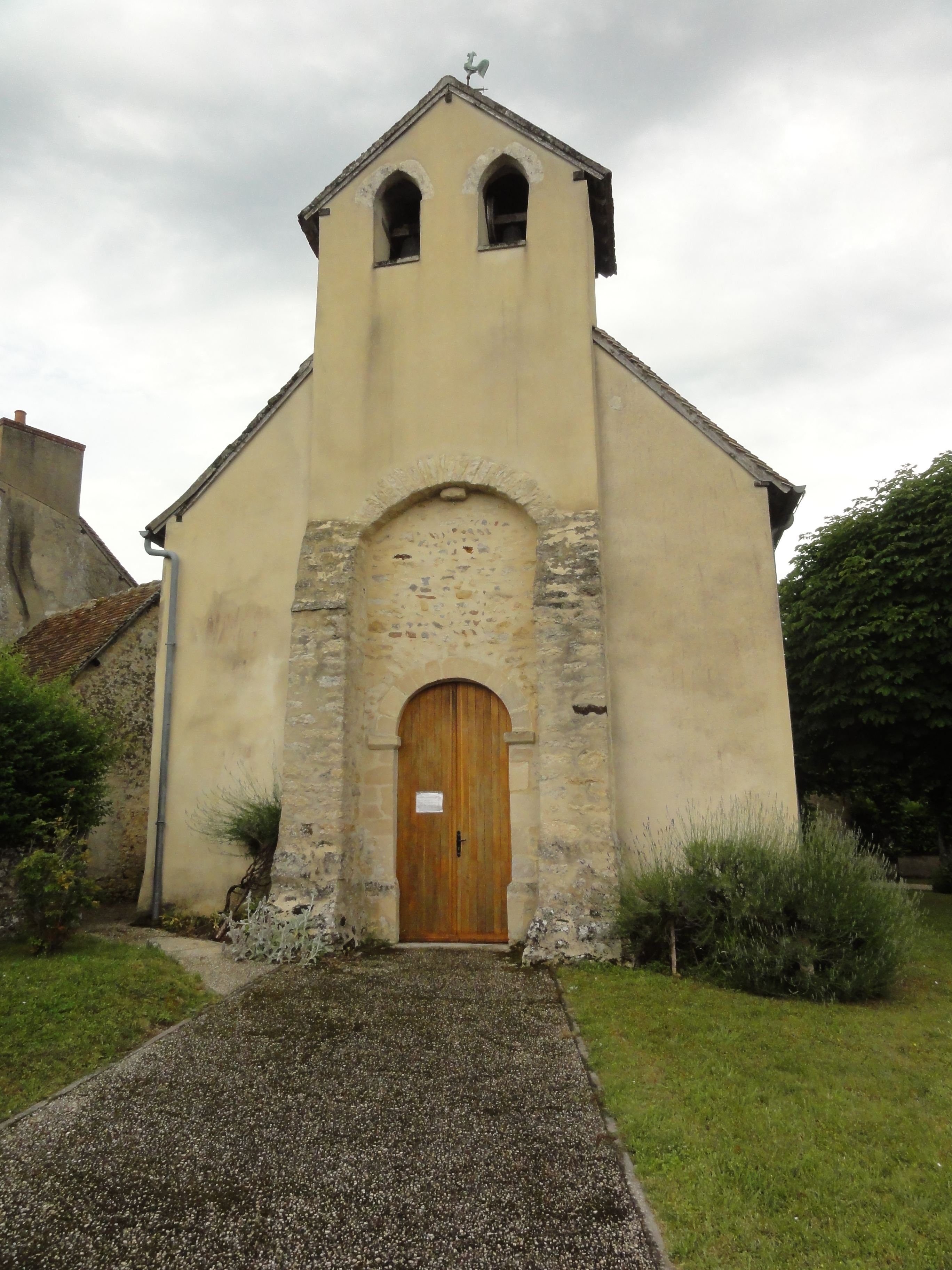
Église Saint-Martin.
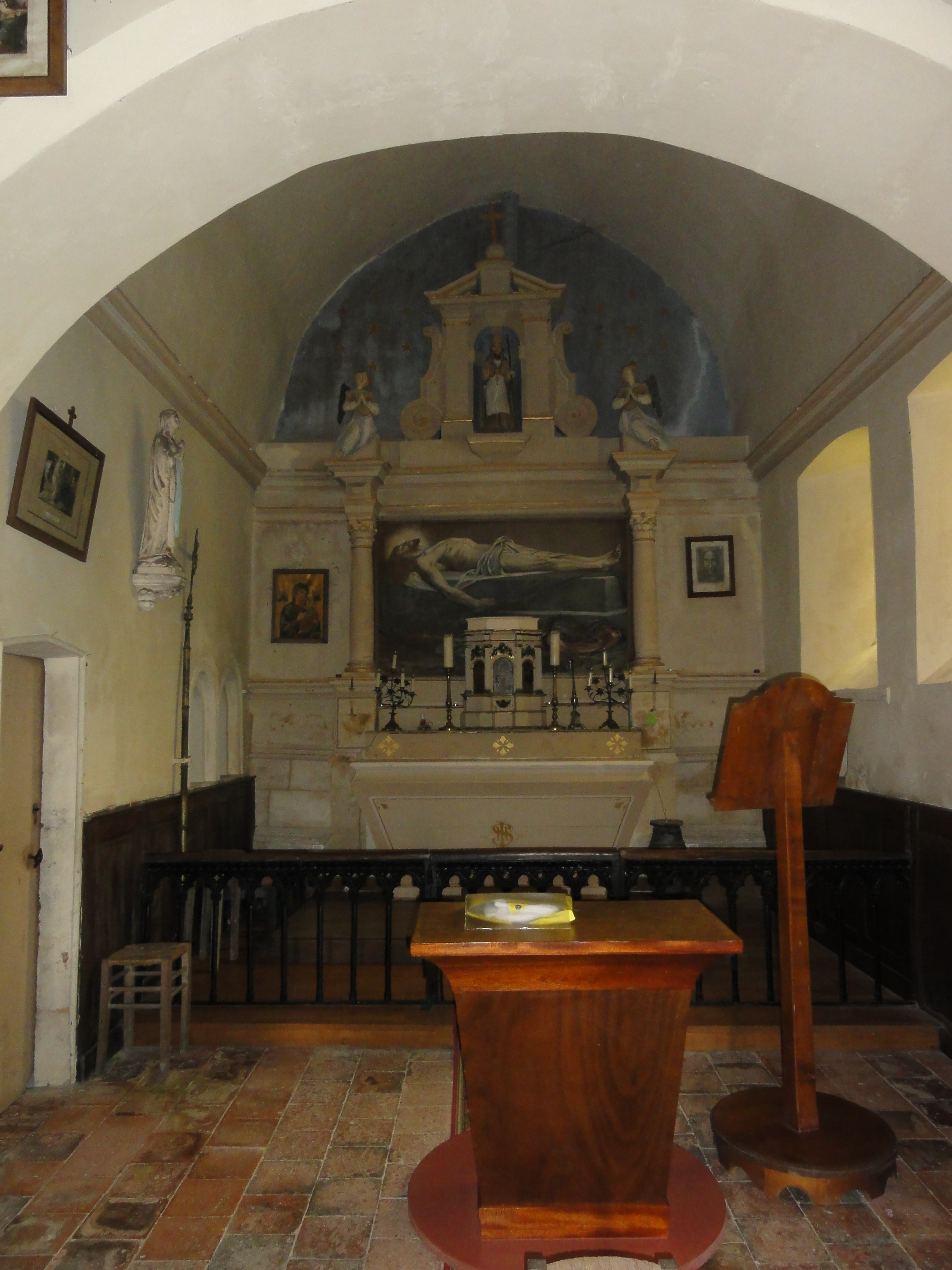
Chœur de l'église.
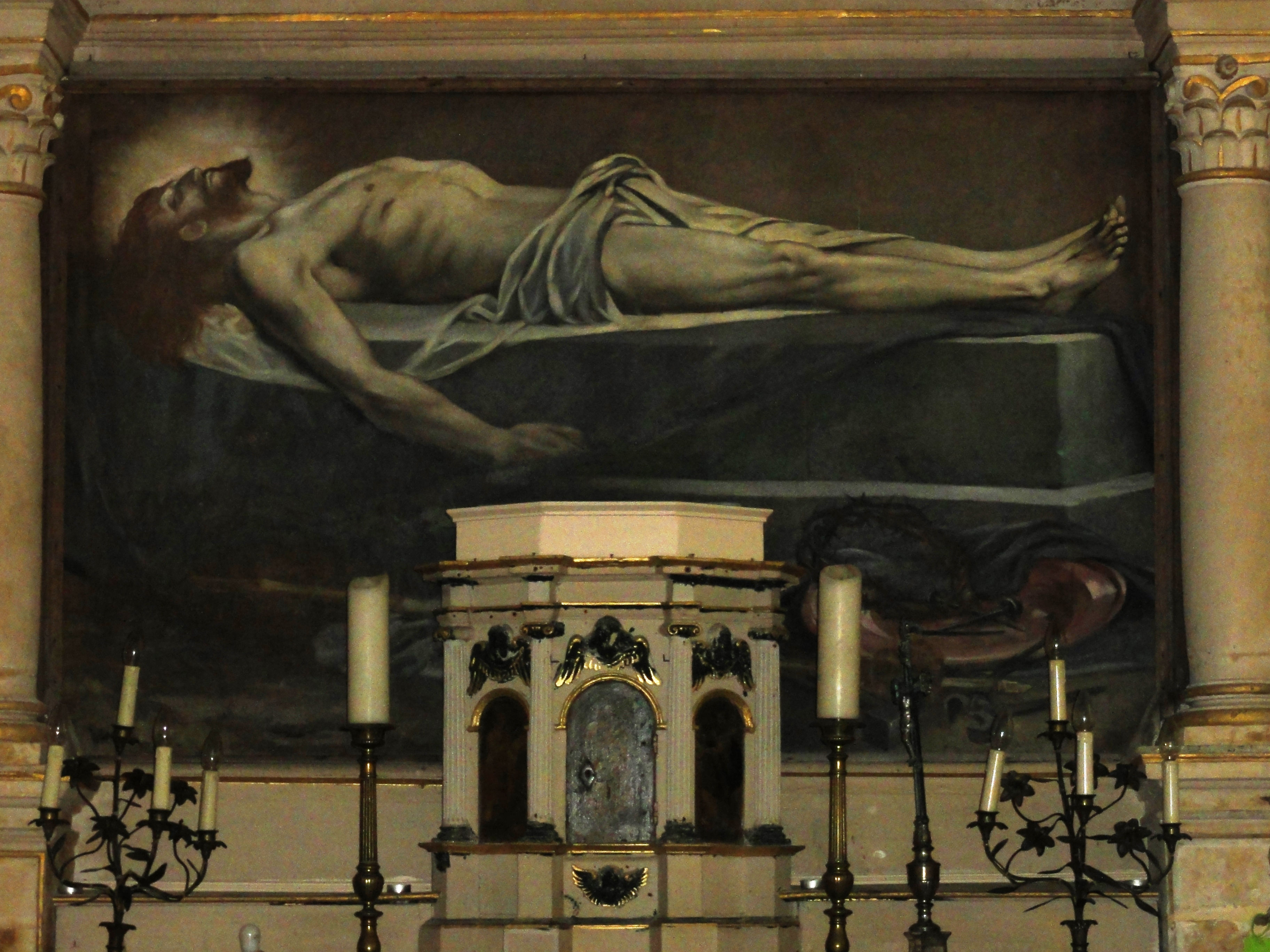
Retable du Christ gisant.
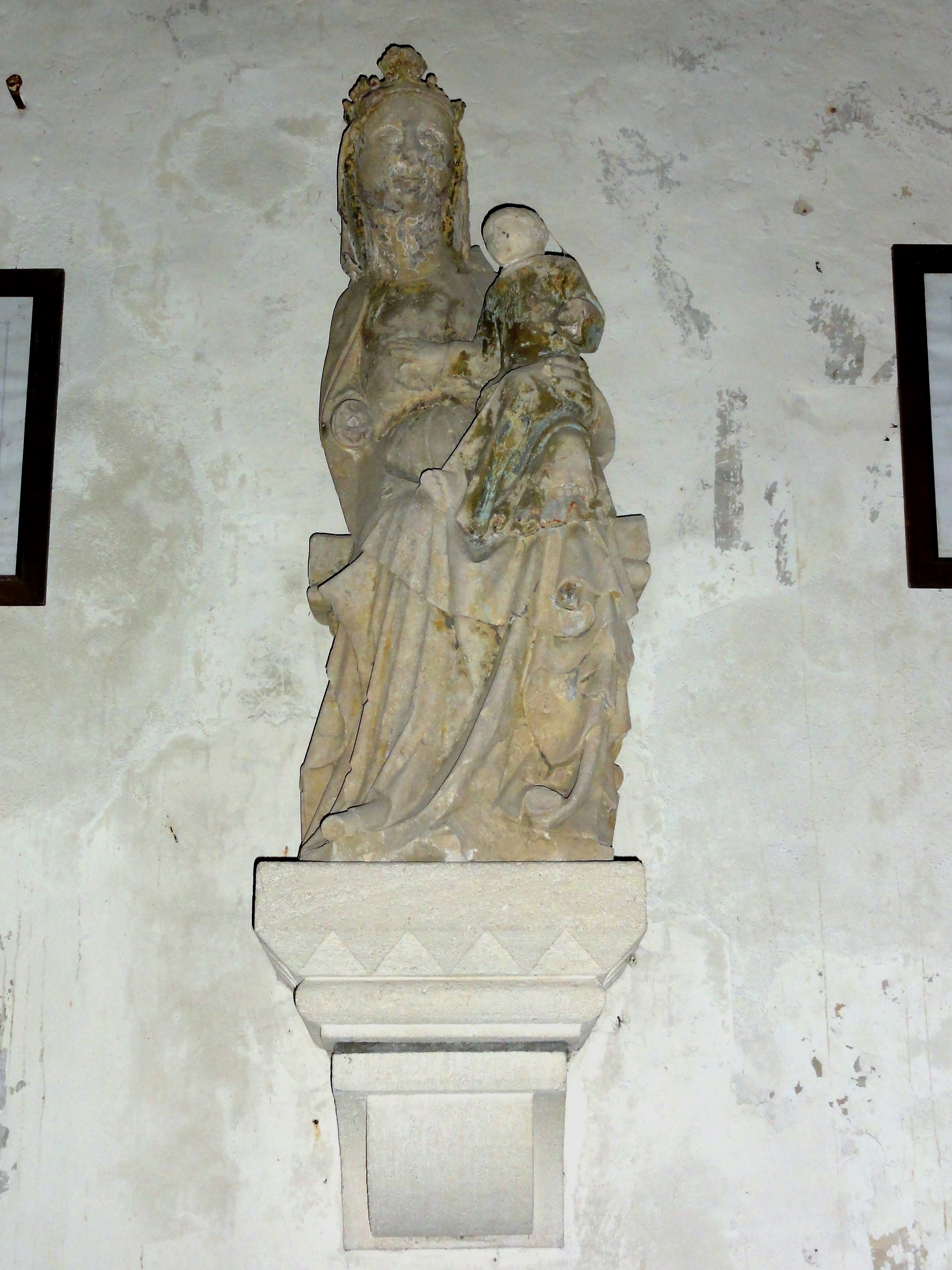
Statue Vierge à l'Enfant, XVIe siècle.
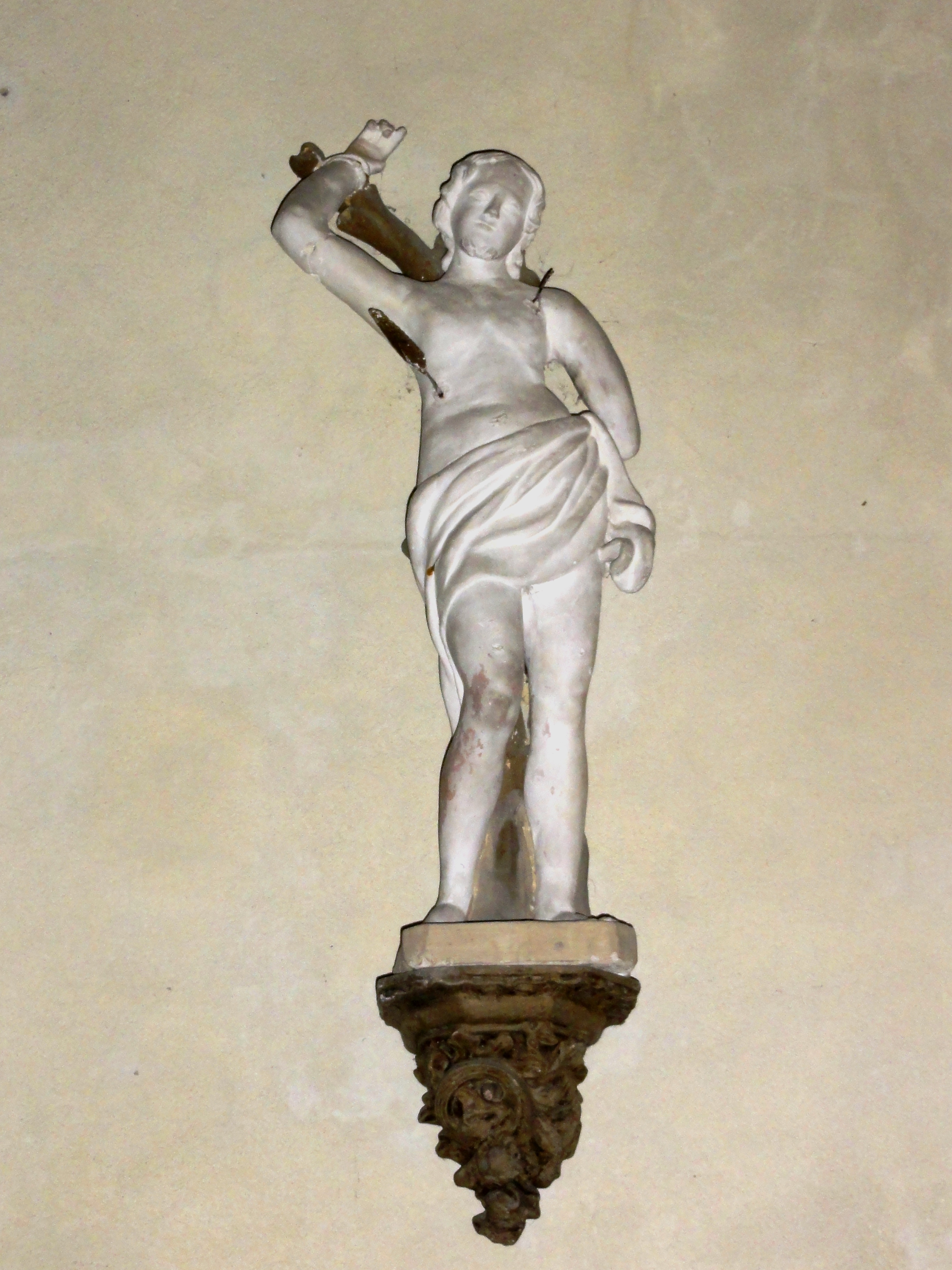
Statue Saint-Sébastien.

- Logis de la Chatterie (propriété privée) : souvent assimilée au château, cette belle demeure du début XIXe a été construite pour Louis Cormaille. Sa famille possédait le véritable château de la commune qui a été totalement dispersé à la Révolution.
- Lavoir Saint-Martin, chemin du lavoir Saint-Martin (l'ancien chemin qui descendait de l'église au château de Valbray).

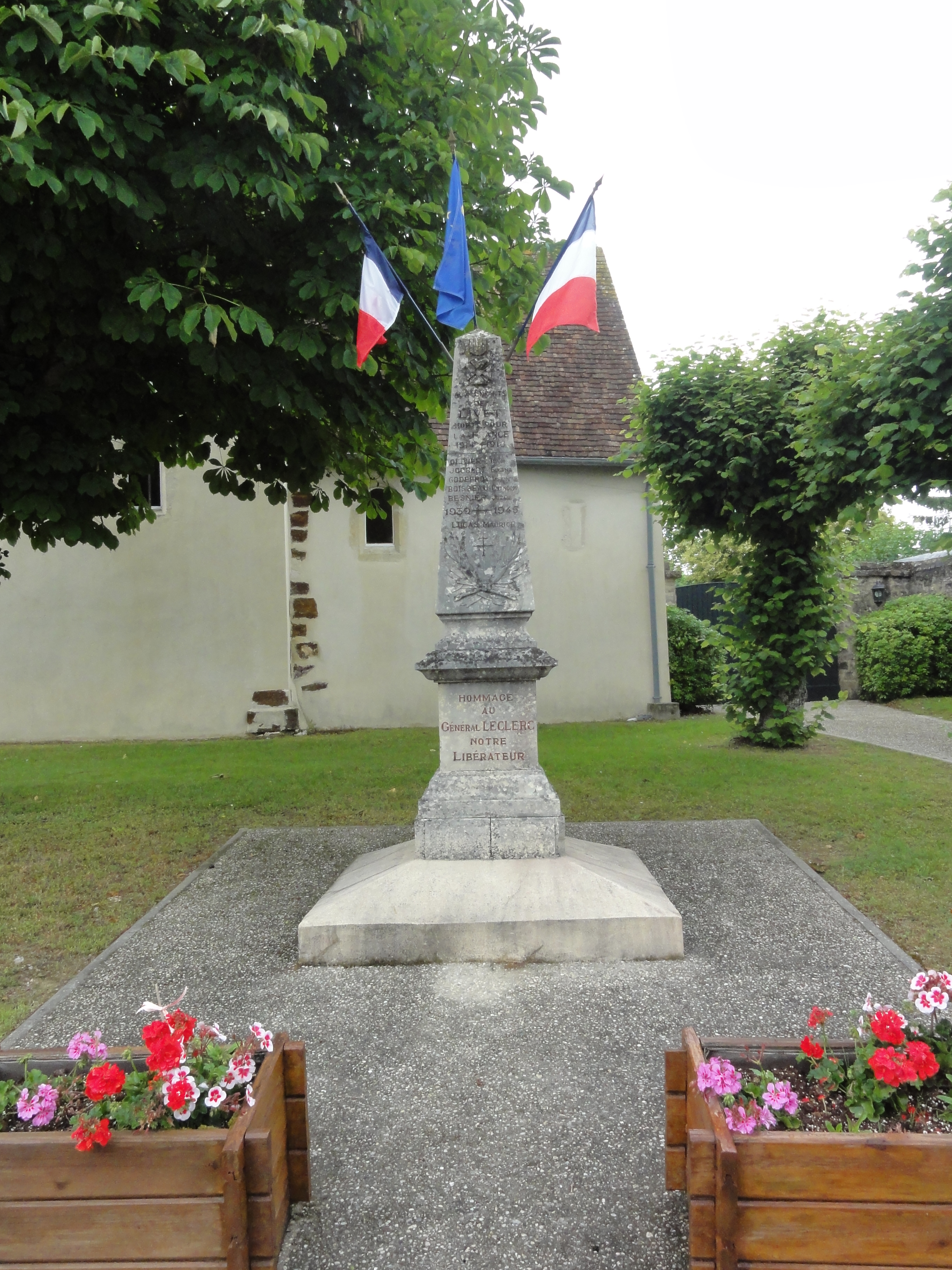
Monument aux morts.
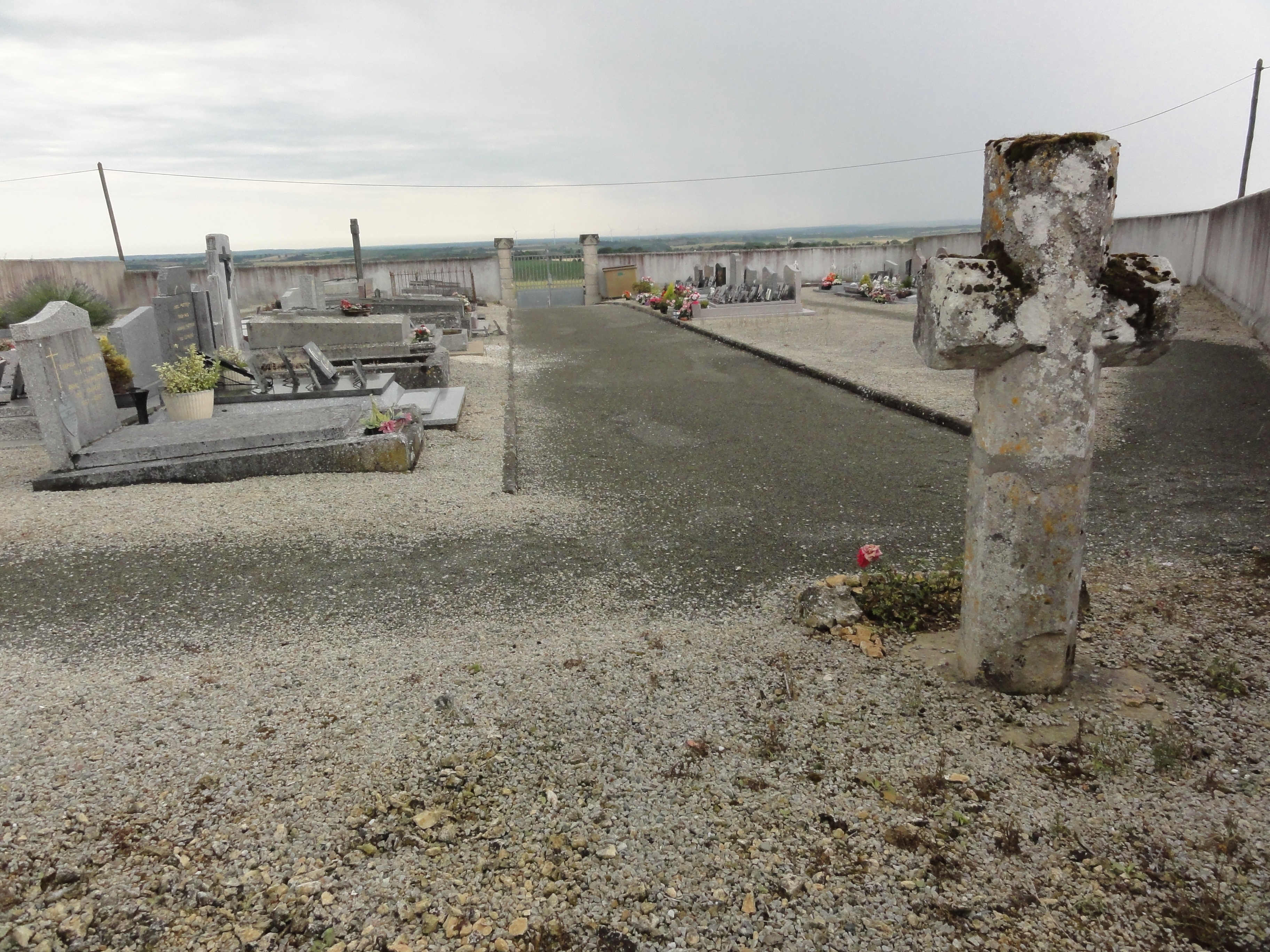
Cimetière.
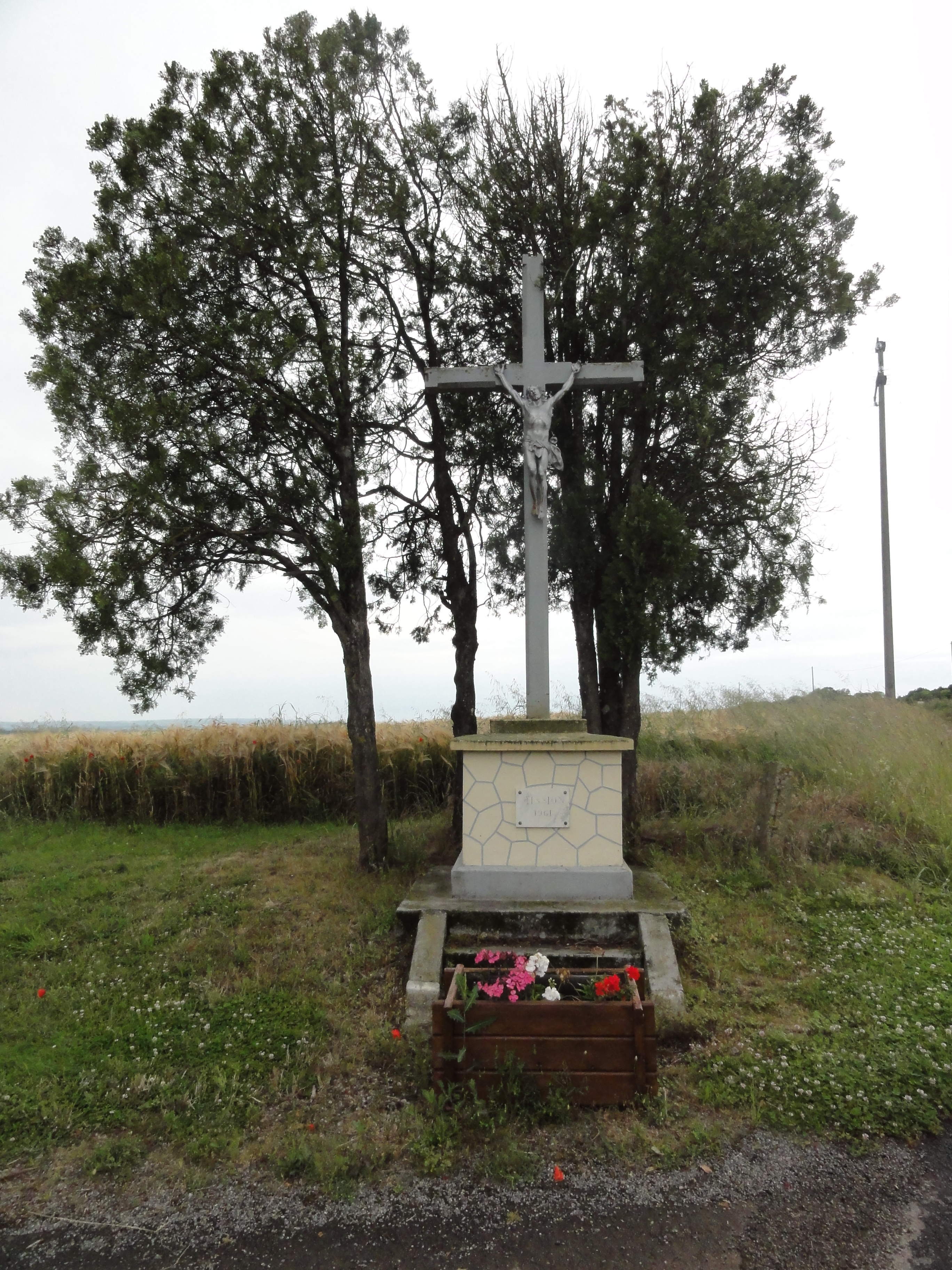
Croix de mission de 1961.

- Monument aux morts.
- Cimetière.
- Croix de mission.

## Personnalités liées à la commune
- Hector Léveillé (1864-1918), botaniste du Mans, qui passait ses vacances au domaine de Valbray, Livet-en-Saosnais. Il y détermine en 1907 le Juncus x valbrayi, variante du jonc à deux faces (Juncus anceps), et il publie en 1911 une Florule du Livet[25].
- Suzanne Benoist-Guesde (Paris, 1909 - ?), poétesse et publiciste, titulaire de plusieurs prix de poésie, auteur des recueils Ombres et Reflets, Cœur multiple, a habité Livet-en-Saosnois. Elle est la petite-fille de Jules Guesde et la mère de Jean-Marie Benoist[26].